# Vies minuscules
 (avril 2022).
Si vous disposez d'ouvrages ou d'articles de référence ou si vous connaissez des sites web de qualité traitant du thème abordé ici, merci de compléter l'article en donnant les références utiles à sa vérifiabilité et en les liant à la section « Notes et références ».
Vies minuscules est un récit romancé de Pierre Michon paru le 2 février 1984 aux éditions Gallimard et ayant reçu la même année le prix France Culture, ex æquo avec Feuilles, tombées d’un discours de Jean Tortel.

## Résumé
À travers huit « vies », qui se répondent sans se confondre, le narrateur raconte aussi son parcours, d’où il vient et où il ne se croit pas tout à fait digne d’aller, de ce fait, il parle des autres pour mieux parler de lui. Il observe son reflet dans toutes les minuscules vies qu'il décrit, elles sont à son image, il est à la leur. Le caractère dérisoire et moindre de certaines anecdotes, de certaines longues descriptions, sont en fait l'ébullition d'une âme qui n'a cessé de voir en l'autre ce qu'il n'a pas pu voir en lui-même. Il manifeste, en effet, une passion pour la littérature, le savoir et l'érudition, il se considère fils des auteurs qui l'ont fait grandir. Puisque oui, l'absence du père est pierre angulaire de sa vie, entre illusions et désillusions, c'est finalement la voix de sa mère qu'il porte dans son récit. 
L'ouvrage est composé de : 
- la « Vie d'André Dufourneau », enfant de l'assistance publique confié aux grands-parents du narrateur pour les aider et qui part en Afrique dans les colonies ;
- la « Vie d'Antoine Peluchet », un ancêtre de Michon, et dont le père, qu'il a quitté, rêve à la vie de son fils en l'imaginant aventurier en Amérique ;
- les « Vies d'Eugène et de Clara », les propres grands-parents paternels de Michon, dont la dissemblance marque le narrateur au profit de la grand-mère et dont la relation à leur fils, le père du narrateur, le « disparu », est mise en rapport avec la relation de ce dernier avec le narrateur ; il est impossible pour ces grands-parents de combler l'absence du père, et le narrateur devenu adolescent contestataire les délaisse ;
- la « Vie des frères Bakroot », deux adolescents qu'il rencontre au collège et dont les liens fraternels le fascinent ;
- la « Vie du père Foucault », rencontré à l’hôpital, condamné par un cancer à la gorge, et qui préfère se taire à jamais plutôt que d'avouer son illettrisme ;
- la « Vie de Georges Bandy »[1], abbé flamboyant, déchu et alcoolique, dont les messes sont destinées aux pensionnaires d'un asile psychiatrique dans lequel le narrateur fait un court séjour ;
- la « Vie de Claudette », amante passagère du narrateur ;
- enfin, la « Vie de la petite morte », la sœur du narrateur, Madeleine, morte alors qu'elle n'a qu'un ou deux ans et dont l'absence provoque chez le narrateur une intense réflexion.

## Analyse
Vies minuscules se présente comme une suite de nouvelles ou « vies » de personnages côtoyés par le narrateur — l’auteur ? de nombreux éléments rejoignent la biographie personnelle de Pierre Michon — durant son enfance, rencontrés ou retrouvés plus tard dans sa vie d'errance. Le récit, pris dans son ensemble, s'apparente au genre autobiographique, non pas comme une confession, mais comme une exploration du destin d'écrivain du narrateur, dont tout l'enjeu du livre est qu'il soit mené à bien.
Pierre Michon a consacré quatre-vingt-quinze carnets de notes pour rédiger ce recueil de vies, qui contrairement au roman permettent une plus grande vérité et authenticité. 
Un des thèmes majeurs du recueil est l'absence du mâle et son insuffisance opposée à l'omniprésence de la figure maternelle. Dans Vies minuscules, l'homme est faible et défaillant à l'instar du père du narrateur qui abandonne sa famille comme l'a fait celui de Pierre Michon. La mère à l'inverse est très présente et c'est par elle que se fait la transmission. Le narrateur dit d'ailleurs qu'il n'a jamais pu admirer que des figures féminines, comme sa mère Andrée ou ses grands-mères Élise et Clara. Ce réseau de « vies minuscules » tisse autour de lui un récit presque continu, qui lui permet, selon l’expression qui ouvre le premier récit, d’« avan[cer] dans la genèse de [ses] prétentions. »;

Qui plus est, en racontant ces vies, Michon permet la résurrection de ces êtres inconnus et sans histoire : 

« Quand j'écris je pense toujours au mythe de la résurrection des corps dans le christianisme. »

C'est là, pour lui, la fonction de l'écriture.

### Éditions
- Gallimard, coll. « Blanche », 1984  (ISBN 2070700380)
- Gallimard, coll. « Folio » no 2895, 1996  (ISBN 9782070401185)